# Hubert Kołecki
Hubert Jerzy Kołecki (ur. 29 grudnia 1941 w Lubawie) – polski prawnik, specjalista w zakresie kryminalistyki, emerytowany profesor zwyczajny Uniwersytetu im. Adama Mickiewicza zatrudniony na Wydziale Prawa i Administracji UAM (Pracownia Kryminalistyki).

## Życiorys
Liceum ukończył w rodzinnej Lubawie. Na studia przeniósł się do Poznania, gdzie na Uniwersytecie im. Adama Mickiewicza ukończył prawo (1964) oraz fizykę (1970). Po ukończeniu studiów został zatrudniony na macierzystym Wydziale Prawa i Administracji UAM, z którym był związany przez całe życie zawodowe (w latach 1984-1987 - prodziekan). Stopień doktorski na podstawie rozprawy "Kryminalistyczna identyfikacja atramentów polskich metodą spektrofotometrii absorpcyjnej w podczerwieni (w paśmie 2000 - 400 cm-1)" uzyskał w 1972 roku. Habilitację zdobył w 1977 roku na podstawie pracy "Kryminalistyczne badania śladów cieplnych za pomocą termowizji". Tytuł naukowy profesora został mu nadany w 2003 roku. W okresie 2007–2012 był kierownikiem Katedry Kryminalistyki macierzystego wydziału.
W okresie 1973–1990 pracował także w Zakładzie Techniki Kryminalistycznej Instytutu Kryminalistyki i Kryminologii warszawskiej Akademii Spraw Wewnętrznych. Wykłada w Wyższej Szkole Pedagogiki i Administracji w Poznaniu. Publikował w wielu czasopismach polskich i zagranicznych. Od 1973 roku jest członkiem Polskiego Towarzystwa Kryminalistycznego (prezes w latach 1985-1990).
W październiku 1995 roku premier Józef Oleksy powołał H. Kołeckiego na przewodniczącego zespołu doradczego Komitetu Spraw Obronnych Rady Ministrów ds. przestępczości w Polsce.
Zainteresowania badawcze H. Kołeckiego obejmują m.in. techniki śledcze, weryfikację autentyczności dokumentów oraz kwestie zorganizowanej przestępczości gospodarczo-finansowej. H. Kołecki był pionierem w zakresie termoskopii.

## Wybrane publikacje
- Wybrane zagadnienia techniki kryminalistycznej. Część 2, (współautor wraz z M. Owocem i A. Szwarcem) Poznań 1973
- Policyjno-kryminalistyczna problematyka współczesnej przestępczości ekonomiczno-finansowej w Polsce, Ławica 1992, ISBN 83-85099-75-1
- Kryminalistyczne zastosowania termografii, Warszawa 1979, ISBN 83-01-00486-X (monografia)
- Polska bibliografia kryminalistyczna, (współredaktor wraz z B. Hołystem i T. Tomaszewskim), Warszawa 2008, ISBN 978-83-235-0279-1
- Technicznokryminalistyczne badania autentyczności dokumentów publicznych nieniszczącymi technikami optycznymi za pomocą wideospektrokomparatora VSC-1, Poznań 2002, ISBN 83-7177-122-3 (monografia profesorska)
- Kryminalistyka i nauki penalne wobec przestępczości, (redaktor) Poznań 2008, ISBN 978-83-7177-523-9